# 水谷洋一
水谷 洋一（みずたに よういち、1963年4月8日 - ）は、日本の政治家。北海道網走市長（4期）。元網走市議会議員（3期）。北大公共政策研究センター研究員。

## 経歴
北海道網走市出身。早稲田大学卒業。北海道大学大学院を修了後、1987年からJA北海道中央会で勤務する。在職中、農協監査士として、JAの監査と経営の指導にあたった。
1995年に退職後、武部勤衆議院議員の公設第2秘書を務めた。
1999年には網走市議選に立候補。1,474票を獲得し、29人中2位で初当選した。以降3回連続当選。
2010年9月2日、市議を辞職。同年11月7日に実施された網走市長選挙に無所属で出馬。民主党と新党大地の推薦を受けた前市議会議長の宮川隆昌を破り、初当選を果たした。12月1日、市長就任。
※当日有権者数：32,116人 最終投票率：65.32%（前回比：pts）
| 候補者名 | 年齢 | 所属党派 | 新旧別 | 得票数   | 得票率 | 推薦・支持               |
| -------- | ---- | -------- | ------ | -------- | ------ | ------------------------ |
| 水谷洋一 | 47   | 無所属   | 新     | 12,909票 | 62.39% |                          |
| 宮川隆昌 | 63   | 無所属   | 新     | 7,783票  | 37.61% | （推薦）民主党・新党大地 |

2014年、無投票により再選。2018年、無投票により3選。
12年ぶりに選挙戦となった、2022年11月6日の市長選で元市議の新人を破り4選。
※当日有権者数：28,751人 最終投票率：44.37%（前回比：pts）
| 候補者名 | 年齢 | 所属党派 | 新旧別 | 得票数  | 得票率 | 推薦・支持         |
| -------- | ---- | -------- | ------ | ------- | ------ | ------------------ |
| 水谷洋一 | 59   | 無所属   | 現     | 7,715票 | 61.90% |                    |
| 飯田敏勝 | 77   | 無所属   | 新     | 4,749票 | 38.10% | （推薦）日本共産党 |

## 市政
- 2020年5月1日、新型コロナウイルス対策の財源に充てるため、自身の5月の月額給与を40％、6月から2021年3月までの月額給与10％減額する条例案を市議会臨時会に提出した。副市長と教育長については、5月から2021年3月までの月額給与を5％減額する。給料の月額が変わるため、2020年度の期末手当（2回支給）も減額される。同日、同条例案は可決された[5]。